# Elham Mahamid Ruzin
Elham Mahamid Ruzin (en hebreo: אלהאם מחמיד רוזין‎, en árabe: إلهام محاميد روزين‎; Umm al-Fahm, 16 de febrero de 1990) es una deportista paralímpica israelí que compite en golbol. Es medallista de plata y fue capitana del equipo nacional femenino de goalball de Israel durante ocho años, de 2010 a 2018.
Es una árabe israelí musulmana. Ella es legalmente ciega, tiene una enfermedad ocular genética hereditaria llamada acromatopsia, daltonismo y una sensibilidad muy intensa a la luz del día. En 2015, mientras competía para el mismo, el equipo de Israel ganó la medalla de oro en los Juegos Mundiales IBSA. Compitió por Israel en los Juegos Paralímpicos de Río de Janeiro 2016 en Brasil, ganó una medalla de bronce con el equipo en el Campeonato Europeo de 2017 y luego ganó una medalla de plata con el equipo en el Campeonato Europeo de 2019. Luego compitió con Israel en los Juegos Paralímpicos de Tokio 2020 en 2021 en Japón.
Compitió por Israel en los Juegos Paralímpicos de París 2024 en el torneo de golbol femenino, donde Mahamid Ruzin y el equipo de Israel ganaron una medalla de plata.

## Primeros años y vida personal
Nació en Galilea, en la ciudad árabe musulmana de Umm al-Fahm, Israel, y es una árabe israelí musulmana. Ella es la hija mayor de seis hijos.
Es legalmente ciega y fue diagnosticada cuando era niña con una enfermedad ocular genética hereditaria llamada acromatopsia, daltonismo y una sensibilidad muy intensa a la luz del día. La enfermedad no tiene cura y ella usa gafas especiales. Se descubrió que tenía la enfermedad cuando tenía cuatro meses. Dos de sus hermanos también padecen la enfermedad.
Se ofreció como voluntaria para el servicio nacional de la escuela postsecundaria Sherut Leumi en una clínica de asistencia jurídica en Jerusalén. Tiene una licenciatura en educación y estudios de teatro de la Universidad Hebrea de Jerusalén, así como una maestría en terapia a través del psicodrama del Seminario Hakibutzim en 2016. Habla árabe, hebreo, inglés y ruso.
En 2018, se casó con Michael Ruzin, quien es judío, también tiene problemas de visión y es el capitán del equipo nacional de golbol masculino de Israel. Se conocieron en un campamento deportivo cuando ella tenía 19 años y ambos estudiaban en la universidad en Jerusalén. Ella y su marido tienen un niño y una niña, y la familia vive en Hadera, Israel.
Tras el ataque del 7 de octubre a Israel, ofreció su casa para acoger a los evacuados israelíes y dijo que siente el mismo miedo que su vecino y que lloró cuando su vecino fue llamado a servir en las reservas de las Fuerzas de Defensa de Israel. Señaló: «Cuando estás en el autobús, a ningún terrorista le importa si eres árabe o judío».

## Carrera en golbol

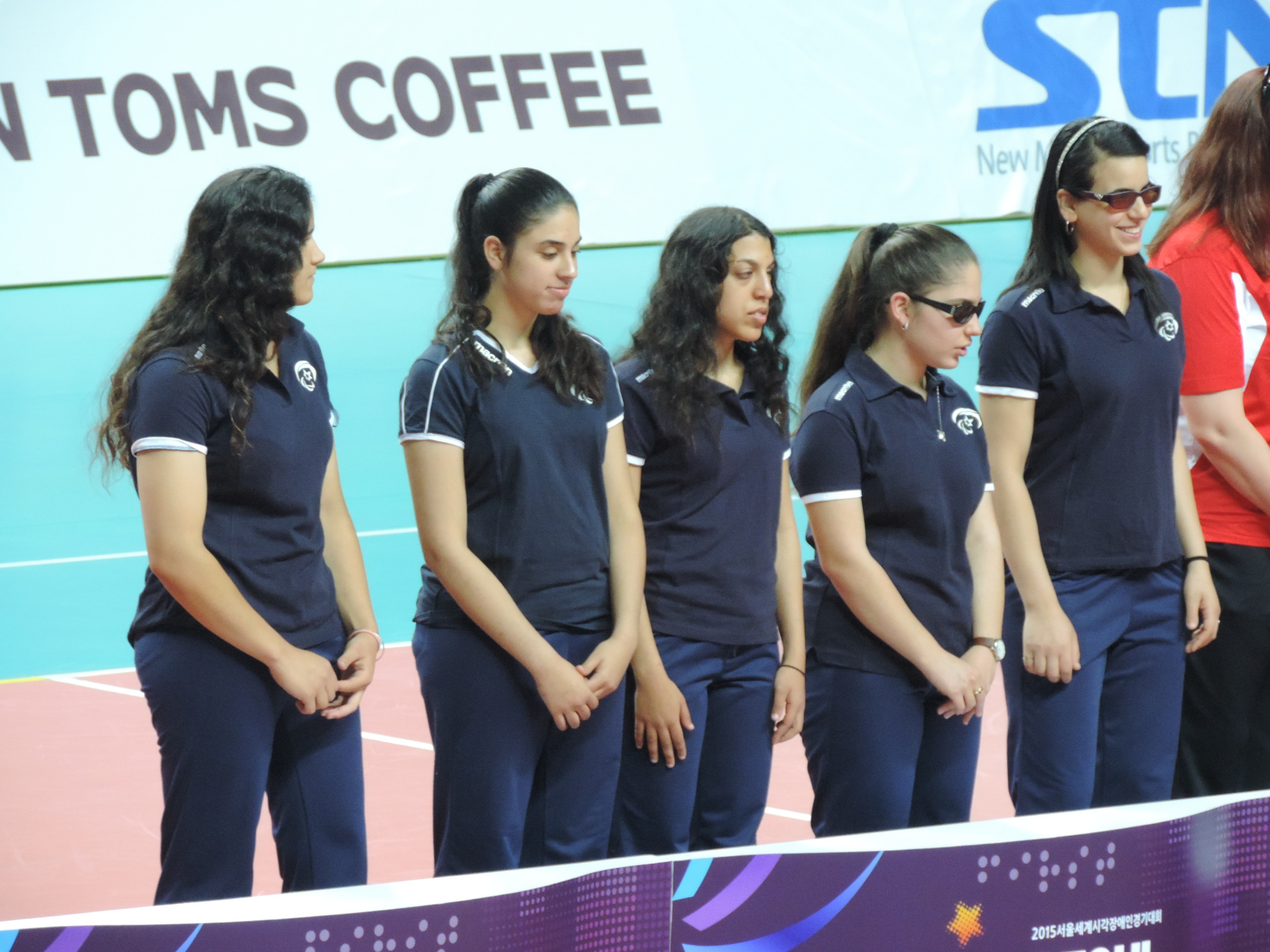
Mahamid Ruzin (a la derecha) en el podio de medallas de oro de los Juegos Mundiales IBSA 2015.

Su entrenador es Raz Shoham. En cuanto a su representación de Israel, dijo: «Estoy muy orgullosa como atleta de representar a mi país».
Jugó golbol por primera vez en un club para ciegos en Um al-Fahem cuando tenía 15 años, y participó en un programa extraescolar en el Instituto Judío para Ciegos. Ella dijo: «Empecé a entrenar y comencé a sentirme muy bien, estaba ganando y era buena en algo. De repente, la competitividad que estaba muy arraigada en mí y no tenía dónde competir, de repente salió a la luz. Empecé a descubrir habilidades en mí que no conocía en absoluto. La capacidad de comunicarme con la gente, con otros niños, ayudar, comprender, apoyar».
El Comité Paralímpico de Israel finalmente decidió formar un equipo femenino en torno a ella. Fue elegida capitana del equipo nacional femenino de golbol de Israel, puesto que ocupó durante ocho años, de 2010 a 2018.

### 2015-16; Campeonato de los Juegos Mundiales y Juegos Paralímpicos de Río
En 2015, mientras competía para el mismo, el equipo de Israel ganó la medalla de oro en los Juegos Mundiales IBSA. El equipo de Israel derrotó a China por 4-1 en la final, donde Mahamid Ruzin anotó los cuatro goles del equipo. Se aseguró su lugar en los Juegos Paralímpicos de Río de Janeiro 2016, y dijo: «Haré todo lo posible para que mi país, mis familiares y el sector árabe se sientan orgullosos, mostrando que no hay diferencias entre todos nosotros y que podemos vivir juntos».
Compitió por Israel en los Juegos Paralímpicos de Río de Janeiro 2016, donde el equipo fue eliminado en cuartos de final y quedó en séptimo lugar. En esos Juegos, marcó el primer gol paralímpico para el equipo de Israel.  Ella dijo: «No quiero simplemente ir a los Juegos Olímpicos. Hay quienes dicen 'bien hecho, lo más importante es que hayas participado, el hecho de que estés allí ya es un gran honor'. Lo entiendo y lo aprecio, pero mi ambición... es, por supuesto, ganar una medalla olímpica».

### 2017–23; medallas del Campeonato Europeo, Juegos Paralímpicos de Tokio
En 2017, Israel ganó la medalla de bronce en el Campeonato Europeo, al imponerse en el partido decisivo por 1:2 contra el equipo griego, con Mahamid anotando ambos goles del equipo.<
El equipo de Israel ganó la medalla de plata en el Campeonato Europeo de 2019 y se clasificó para los Juegos Paralímpicos de Tokio. Luego compitió con Israel en los Juegos Paralímpicos de Tokio 2020 en 2021 en Japón.

### 2024-presente; Juegos Paralímpicos de París
Mahamid Ruzin compitió por Israel en los Juegos Paralímpicos de París 2024 en el torneo de golbol femenino, donde ella y el equipo de Israel ganaron una medalla de plata. El equipo derrotó a Canadá en cuartos de final y a China (con ella anotando el gol de la victoria) en semifinales, y perdió ante Turquía en la ronda por la medalla de oro.

## Premios
Fue nombrada Ganadora del Premio de la Paz Para-Atleta 2021 por la Fundación Libertad Religiosa y Negocios. En enero de 2023 recibió un certificado de reconocimiento del alcalde interino de Hadera, Nir Ben Haim, por competir en los Juegos Olímpicos de Tokio en golbol y ganar el tercer lugar en el Campeonato Mundial con el equipo nacional israelí en golbol.